# Jaume
Jaume (Aussprache [ˈʒawmə]) ist die katalanische Form des männlichen Vornamens Jakob.

## Namensträger

### Herrscher
- Jaume I. el Conqueridor (1208–1276)
- Jaume II de Mallorca (1276–1311)
- Jaume III de Mallorca (1315–1349)
- Jaume IV de Mallorca (1336–1375)

### Vorname
- Jaume Aragall (* 1939), spanischer Tenor
- Jaume Balagueró (* 1968), spanischer Filmregisseur
- Jaume Cabré (* 1947), katalanischer Philologe und Schriftsteller
- Jaume Collet-Serra (* 1974), spanischer Filmregisseur
- Jaume Costa (* 1988), spanischer Fußballspieler
- Jaume Duch Guillot (* 1962), Sprecher des Europäischen Parlaments
- Jaume Fort (* 1966), spanischer Handballtorwart
- Jaume Grau Casas (1896–1950), katalanischer Schriftsteller und Übersetzer
- Jaume Huguet (1412–1492), katalanischer Maler der Gotik
- Jaume Marquet (* 1976), spanischer Flitzer (Jimmy Jump)
- Jaume March (1334–1410), katalanischer Dichter und Lexikograf
- Jaume Masiá (* 2000), spanischer Motorradrennfahrer
- Jaume Matas (* 1954), spanischer Politiker
- Jaume Medina (1949–2023), katalanischer Philologe, Latinist, Schriftsteller, Übersetzer und Dichter
- Jaume Munar (* 1997), spanischer Tennisspieler
- Jaume Antoni Obrador i Soler (1748–1803), spanischer Theologe und Priester
- Jaume Padrós i Montoriol (1926–2007), katalanischer Pianist und Komponist
- Jaume Plensa (* 1955), katalanischer Bildhauer
- Jaume Riba (1350–1427), jüdischer Kartograf der katalanischen Schule
- Jaume Roures (* 1950), katalanischer Filmproduzent
- Jaume Rovira (* 1979), spanischer Radrennfahrer
- Jaume Torres i Grau (1879–1945), katalanischer Architekt des Modernisme und des Noucentisme
- Jaume Vallcorba Plana (1949–2014), spanischer Philologe, Herausgeber und Verleger

### Familienname
- André Jaume (* 1940), französischer Musiker
- Bernat Jaume (* 1995), spanischer Squashspieler
- Miguel Luis Jaume (1907–1990), kubanischer Zoologe